# Fòrum Europeu de la Joventut
El Fòrum Europeu de la Joventut, en anglès European Youth Forum, Youth Forum Jeunesse, YFJ, és una organització internacional que agrupa els consells nacionals de joventut i organitzacions internacionals de joventut no governamentals que representen els interessos dels joves del conjunt d'Europa. És l'única plataforma reconeguda a Europa que representa les organitzacions de joventut a la Unió Europea, el Consell d'Europa i les Nacions Unides.
El Fòrum de la Joventut té com a funció principal traslladar la informació i l'opinió dels i sobre els/les joves vers els responsables de les institucions europees i mundials i viceversa. El Fòrum Europeu de Joventut compta amb 97 organitzacions membres que inclouen els consells nacionals de joventut i les organitzacions internacionals no governamentals de joventut. Aquestes organitzacions són elles mateixes federacions que reuneixen diverses desenes de milions de joves en els diferents països europeus. Les llengües oficials del Fòrum són l'anglès i el francès.
El Consell Nacional de la Joventut de Catalunya (CNJC) i les seves entitats i organitzacions amb representació internacional han estat membres des de 1985 de les organitzacions europees CENYC, BEC i FJCE, precursores de l'actual organisme Fòrum Europeu de la Joventut YJF creat el 1996. Alguns dels seus representants han estat presidents i membres dels òrgans de direcció i executius com Narcís Castanyer (membre del Buró del FJCE, fins any 1986), Joan Pluma (President del CENYC 1986-1990), Pau Solanillas (Vicepresident del CNYC els anys 1995-1996, i posteriorment President de l'YFJ en 1999-2000), l'Elena Jiménez (Vicepresidenta de l'YFJ anys 2002-2004) o Dolors Camats (membre del Buró del YFJ els anys 1996-1998). Des de l'any 1996 any de creació de l'YJF el CNJC, com membre fundador del Fòrum, i el Consejo de la Juventud de España CJE, són els representants de Catalunya i de l'Estat espanyol respectivament.

## Història
El Fòrum Europeu de la Joventut és el resultat de la fusió de tres estructures europees de representació juvenil: el Consell Europeu de Consells Nacionals de Joventut, el Buró Europeu de Coordinació de les Organitzacions Juvenils Internacionals no Governamentals i el Fòrum de Joventut de les Comunitats Europees (FJCE) que havien representat els interessos dels joves en les estructures europees dels anys seixanta. El YFJ es crea el juliol de 1996 en una Assemblea General conjunta de les tres organitzacions celebrada a Blankerberge, Bèlgica. La creació d'una estructura única en substitució dels tres existents va ser una important racionalització.

## Visió, missió i objectius
VisióSer la veu dels joves a Europa, on els joves són ciutadans iguals i se'ls anima i dona suport per aconseguir el seu ple potencial com a ciutadans del món.
Missió
- El Fòrum Europeu de la Joventut és una organització independent, democràtica, liderada per joves, plataforma, que representa els consells nacionals de la joventut i les organitzacions internacionals de joves de tot Europa.
- El Fòrum de la Joventut treballa per capacitar els joves perquè participin activament en la societat per millorar les seves pròpies vides, en representar i defensar els seus interessos i necessitats i les de les seves organitzacions.

Objectius
- Incrementar la participació dels joves i les organitzacions juvenils en la societat, així com en la presa de decisions.
- Influir positivament en les qüestions de política que afecten els joves i les organitzacions juvenils, per ser un soci reconegut per les institucions internacionals, en particular la Unió Europea, el Consell d'Europa i les Nacions Unides.
- Promoure el concepte de política de la joventut com un element integrat i multisectorial del desenvolupament de la política en general, és a dir, a través de la integració juvenil.
- Facilitar la participació dels joves a través del desenvolupament de les organitzacions juvenils sostenibles i independents a nivell nacional i internacional, en particular pel que fa a garantir un finançament fiable i adequada per a ells.
- Promoure l'intercanvi d'idees i experiències, la comprensió mútua, així com la igualtat de drets i oportunitats entre els joves a Europa.
- Mantenir la comprensió intercultural, la democràcia, el respecte, la diversitat, els drets humans, la ciutadania activa i la solidaritat.
- Contribuir al desenvolupament de la joventut en altres regions del món.

## Organització
Òrgans de representació i direcció: l'Assemblea General, i el Consell d'Administració. Òrgans d'execució i suport: Buró/ Secretaria General (amb l'Oficina del Secretari General, el Departament d'Elaboració, seguiment i defensa de les polítiques, i el Dept. d'administració i Finances).
L'Assemblea General elegeix els membres del Consell per un mandat de 2 anys i es compon de:
- El President que ha de ser membre designat per un Consell Nacional de la Joventut (NYC) i/o una organització internacional no governamental de Joventut (INGYO)
- Un Vicepresident que ha de ser membre designat d'un Consell Nacional de la Joventut (NYC)
- Un Vicepresident que ha de ser membre designat d'una organització juvenil internacional no governamental (INGYO)
- Quatre consellers que han de ser membres designats d'un Consell Nacional de la Joventut (NYC)
- Quatre consellers que han de ser membres designats d'una organització juvenil internacional no governamental (INGYO)

El Secretari General assisteix a les reunions sense vot
Les Àrees de treball del Fòrum Europeu de la Joventut són: a/Ciutadania i aprenentatge al llarg de la vida; b/ Ocupació i Assumptes socials, c/Igualtat i Drets Humans; d/ Cooperació Juvenil Global; e/Desenvolupament del Treball Juvenil; f/Formació; g/ Comunicació

## Finançament
El 2007, gairebé el 80% dels ingressos provenir del Fòrum de la Joventut provenen de les subvencions anuals de les institucions internacionals. 76% dels ingressos totals arriben de les Comunitats Europees, a través d'una subvenció de la Direcció General d'Educació i Cultura, mentre que al voltant d'un 4% era provinent del Consell d'Europa.
Els projectes de partenariat també constitueixen una part essencial dels ingressos Fòrum de la Joventut, i aquests ingressos inclou el suport de les organitzacions associades a activitats concretes, per exemple, YFJ organitzacions membres que acullen reunions YFJ, o donacions de fundacions o altres entitats, com ara les Nacions Unides, els governs o autoritats locals.
Voluntariat Contribucions Temps (VTC) són una font essencial de finançament extern, i que permeten el YFJ per complir els seus requisits de cofinançament com per la Comissió Europea. VTC també representen el major reconeixement del voluntariat com una important contribució a la societat i al treball de les organitzacions juvenils. Aquestes contribucions el 2007 representaven aproximadament el 5% del pressupost del Fòrum de la Joventut.

## Composició
Hi ha tres categories de membres: Observadors, Candidats i Plens, que s'estableix en funció dels requisits que compleixin els Comitès Nacionals de Joventut (CNJ) i de les organitzacions internacionals no governamentals de joventut a Europa (OINGJ). La plataforma agrupa més de 97 organitzacions membres que representen les organitzacions internacionals no governamentals de joventut en Europa (OINGJ) i els Consells de Joventut Nacional (CJN).

### Consells nacionals de joventut
Hi ha 43 Consells Nacionals de Joventut que són membres del Fòrum Europeu de la Joventut. D'acord amb els estatuts tots els membres han de complir els següents criteris generals:
- Acceptar i treballar per al propòsit del Fòrum;
- Ser membre d'una organització no governamental i sense ànim de lucre;
- Tenir objectius i estructures democràtiques i acceptar els principis de la Convenció Europea de Drets Humans;
- Reconèixer plenament els Estatuts del Fòrum;
- Treballar amb els joves i tenen un òrgan de decisió controlada pels joves;
- No estar subjecte en les decisions de a la direcció de qualsevol autoritat externa

| País                                | Nom | sigles    | Status                        |
| ----------------------------------- | --- | --------- | ----------------------------- |
| Finlàndia                           | Suomen Nuorisoyhteistyö Allianssiry                                                                           | Allianssi | Ple dret                      |
| Regne Unit                          | British Youth Council                                                                                         | BYC       | Ple dret                      |
| Netherlands                         | Nationale Jeugdraad                                                                                           | NJ / DNYC | Ple dret                      |
| France                              | Comité pour les Relations Nationales et Internationales des Associations de Jeunesse et d'Education Populaire | CNAJEP    | Ple dret                      |
| Estonia                             | Eesti Noorteühenduste Liit                                                                                    | ENL       | Ple dret                      |
| Luxembourg                          | Conférence Générale de la Jeunesse Luxembourgoise                                                             | CGJL      | Ple dret                      |
| Spain                               | Consejo de la Juventud de España                                                                              | CJE       | Ple dret                      |
| Portugal                            | Conselho Nacional de Juventude                                                                                | CNJ       | Ple dret                      |
| Catalunya                           | Consell Nacional de la Joventut de Catalunya                                                                  | CNJC      | Ple dret (sense vot)          |
| Moldova                             | Consiliul National Al Tineretului Din Moldova                                                                 | CNTM      | Ple dret                      |
| Belgium Comunitat de parla francesa | Comité pour les Relations Internationales de Jeunesse                                                         | CRIJ      | Ple dret (vot compartit VJR)  |
| Switzerland                         | National Youth Council of Switzerland                                                                         | SAJV/CSAJ | Ple dret                      |
| Cyprus                              | Cyprus Youth Council                                                                                          | CYC       | Ple dret                      |
| Germany                             | Deutsches Nationalkomitee für Internationale Jugendarbeit                                                     | DNK       | Ple dret                      |
| Denmark                             | Dansk Ungdoms Fællesråd                                                                                       | DUF       | Ple dret                      |
| Greece                              | National Youth Council of Greece                                                                              | ESYN      | Ple dret                      |
| Italy                               | Forum Nazionale dei Giovani                                                                                   | FNG       | Ple dret                      |
| Malta                               | Kunsill Nazzjonali Taz-Zghazagh                                                                               | KNZ       | Ple dret                      |
| Lithuania                           | Lietuvos Jaunimo Organizaciju Taryba                                                                          | LIJOT     | Ple dret                      |
| Latvia                              | Latvijas Jaunatnes Padome                                                                                     | LJP       | Ple dret                      |
| Norway                              | Landsrådet for Norske barne- og ungdomsorganisasjoner                                                         | LNU       | Ple dret                      |
| Sweden                              | Landsrådet för Sveriges ungdomsorganisationer                                                                 | LSU       | Ple dret                      |
| Iceland                             | Landsamband æskulýðsfélaga                                                                                    | LÆF       | Ple dret                      |
| Slovenia                            | Mladinski Svet Slovenjie                                                                                      | MSS       | Ple dret                      |
| Croatia                             | Mreža Mladih Hrvatske / Croatian Youth Network                                                                | MMH       | Ple dret                      |
| Azerbaijan                          | National Assembly of Youth Organisations of the Republic of Azerbaijan                                        | NAYORA    | Ple dret                      |
| Georgia                             | National Council of Youth Organisations of Georgia                                                            | NCYOG     | Ple dret                      |
| Armenia                             | National Youth Council of Armenia                                                                             | NYCA      | Ple dret                      |
| Ireland                             | National Youth Council of Ireland                                                                             | NYCI      | Ple dret                      |
| Russia                              | National Youth Council of Russia                                                                              | NYCR      | Ple dret                      |
| Austria                             | Österreichische Kinder- und Jugendvertretung                                                                  | ÖJV       | Ple dret                      |
| Belarus                             | Belarusian Union of Youth and Children's Public Associations                                                  | RADA      | Ple dret                      |
| Slovakia                            | Rada Mládeže Slovenska                                                                                        | RMS       | Ple dret                      |
| Czech Republic                      | Česká rada dětí a mládeže                                                                                     | ČRDM      | Ple dret                      |
| Belgium Comunitat de parla flamenca | Vlaamse Jeugdraad                                                                                             | VJR       | Ple dret (Vot compartit CRIJ) |
| Romania                             | Consiliul Tineretului Din Romania                                                                             | CTR       | Ple dret                      |
| Ukraine                             | Ukrainian Youth Forum                                                                                         | UYF       | Ple dret                      |
| Serbia                              | Krovna Organizacija Mladih Srbije                                                                             | KOMS      | Ple dret                      |
| Belgium Comunitat de parla alemanya | Rat der Deutschsprachigen Jugend                                                                              | RDJ       | Observador                    |
| Bulgaria                            | Naciolen Mladezki Forum                                                                                       | NMF       | Ple dret                      |
| Regne Unit                          | British Youth Council                                                                                         | BYC       | Ple dret                      |
| Macedònia del Nord                  | National Youth Council of North Macedonia                                                                     | NYCNM     | Ple dret                      |
| Hongria                             | National Youth Council of Hungary                                                                             | NIT       | Obervador                     |

### Organitzacions internacionals juvenils no governamentals
En l'actualitat hi ha unes 61 organitzacions juvenils internacionals no governamentals que són membres del Fòrum Europeu de la Joventut YFJ.
Els Membres de ple dret IYNGO han de tenir: almenys 5000 joves membres de cada deu Estats europeus, i en cap cas amb menys de 300 membres joves en qualsevol d'aquests deu estats, o bé tenir una recomanació motivada del secretari general i de la Junta; o pel Consell Consultiu de sol·licituds de membres que assessora el consell d'Administració sobre sol·licituds d'adhesió.
Els membres observadors (INGYO) han de tenir 3000 membres joves en almenys sis Estats europeus amb almenys 100 membres en qualsevol d'aquests sis estats. INGYO's no poden ser membres si són en gran manera idèntics quant a objectius, composició i estructures d'una INGYO existent, que ja és un membre. Això ha de ser apreciat únicament per l'Assemblea General, per majoria de dos terços, sense comptar les abstencions. Organitzacions Internacionals No Governamentals Juvenils
| Nom                                                                                        | Sigles          | Status            |
| ------------------------------------------------------------------------------------------ | --------------- | ----------------- |
| Association des Etats Généraux des Etudiants de l'Europe                                   | AEGEE           | Ple dret          |
| Alliance of European Voluntary Service Organisations                                       | ALLIANCE        | Ple dret          |
| International ATD Fourth World Movement                                                    | ATD-Quart Monde | Ple dret          |
| Democrat Youth Community of Europe                                                         | DEMYC           | Ple dret          |
| European Bureau of Conscientious Objection                                                 | EBCO/BEOC       | Ple dret          |
| Young European Socialists                                                                  | YES             | Ple dret          |
| European Confederation of Youth Clubs                                                      | ECYC            | Ple dret          |
| European Democrat Students                                                                 | EDS             | Ple dret          |
| European Educational Exchanges – Youth for Understanding                                   | EEE-YFU         | Ple dret          |
| European Federation for Intercultural Learning                                             | EFIL            | Ple dret          |
| Erasmus Student Network                                                                    | ESN             | Ple dret          |
| ACTIVE - Sobriety, Friendship and Peace                                                    | ACTIVE          | Ple dret          |
| European Students' Union                                                                   | ESU/ESIB        | Ple dret          |
| European Trade Union Confederation Youth                                                   | ETUC Youth      | Ple dret          |
| European Federation of Youth Hostel Associations                                           | EUFED           | Ple dret          |
| European Union of Jewish Students                                                          | EUJS/UEEJ       | Ple dret          |
| Ecumenical Youth Council in Europe                                                         | EYCE            | Ple dret          |
| International Federation of Catholic Parochial Youth Movements                             | FIMCAP          | Ple dret          |
| Federation of Young European Greens                                                        | FYEG            | Ple dret          |
| International Federation of Liberal Youth                                                  | IFLRY           | Ple dret          |
| International Falcon Movement - Socialist Education International                          | IFM-SEI         | Ple dret          |
| International Federation of Medical Students' Associations                                 | IFMSA           | Ple dret          |
| International Lesbian, Gay, Bisexual, Transgender and Queer Youth and Student Organisation | IGLYO           | Ple dret          |
| International Union of Socialist Youth                                                     | IUSY            | Ple dret          |
| International Young Nature Friends                                                         | IYNF            | Ple dret          |
| International Young Catholic Students - International Movement of Catholic Students        | JECI-MIEC       | Ple dret          |
| Young European Federalists                                                                 | JEF             | Ple dret          |
| European Liberal Youth                                                                     | LYMEC           | Ple dret          |
| International Movement of Catholic Agricultural and Rural Youth                            | MIJARC-Europe   | Ple dret          |
| Organising Bureau of European School Student Unions                                        | OBESSU          | Ple dret          |
| Rural Youth Europe                                                                         | RYEurope        | Ple dret          |
| Service Civil International                                                                | SCI             | Ple dret          |
| World Esperanto Youth Organization                                                         | TEJO            | Ple dret          |
| World Association of Girl Guides and Girl Scouts                                           | WAGGGS          | Ple dret          |
| World Organisation of the Scout Movement (European office)                                 | WOSM            | Ple dret          |
| Youth Action for Peace                                                                     | YAP             | Ple dret(Suspès)  |
| Youth and Environment Europe                                                               | YEE             | Ple dret          |
| Youth of the European People's Party                                                       | YEPP            | Ple dret          |
| Youth for Exchange and Understanding                                                       | YEU             | Ple dret          |
| European Alliance of Young Men's Christian Associations                                    | YMCA            | Ple dret          |
| Young Women's Christian Association                                                        | YWCA            | Ple dret          |
| Youth of European Nationalities                                                            | YEN             | Ple dret          |
| European Council of Young Farmers                                                          | CEJA            | Observadors       |
| European Confederation of Independent Trade Unions                                         | CESI-Youth      | Observadors       |
| Don Bosco Youth Net                                                                        | Don Bosco       | Observadors       |
| European Free Alliance Youth                                                               | EFAY            | Observadors       |
| European Non-Governamental Sports Organisation Youth Committee                             | ENGSO Youth     | Observadors       |
| European Youth Press                                                                       | EYP             | Observadors       |
| International Federation of Training Centres for the Promotion of Progressive Education    | FICEMEA         | Observadors       |
| International Coordination of Young Christian Workers                                      | ICYCW/CIJOC     | Observadors       |
| Jeunesses Musicales International                                                          | JMI             | Observadors       |
| Pax Christi International                                                                  | Pax Christi     | Observadors       |
| Red Cross Youth                                                                            | RCY             | Observadors       |
| Youth Express Network                                                                      | Y-E-N           | Observadors       |
| Childrens International Summer Villages                                                    | CISV            | Candidat          |
| International Federation of Hard of Hearing Young People                                   | IFHOHYP         | Observadors       |
| Freedom, Legality and Rights in Europe                                                     | FLARE           | Candidat (suspès) |
| Board of European Students of Technology                                                   | BEST            | Observadors       |
| European Union of the Deaf Youth                                                           | EUDY            | Ple dret          |
| International Debate Education Association                                                 | IDEA NL         | Observadors       |
| The Duke of Edinburgh's International Award Foundation                                     | The Award       | Observadors       |
| Young Democrats for Europe                                                                 | YDE             | Observers         |
| Young Entrepreneurs Organisation of the European Union                                     | JUENE           | Observers         |